# Paweł Nguyễn Ngân
Paweł Nguyễn Ngân (wiet. Phaolô Nguyễn Ngân) (ur. ok. 1771 lub 1790 r. w Cự Khanh, prowincja Thanh Hóa w Wietnamie – zm. 8 listopada 1840 r. w Bảy Mẫu w Wietnamie) – ksiądz, męczennik, święty Kościoła katolickiego.
Po otrzymaniu święceń kapłańskich pracował w parafii Phúc Nhạc. Po krótkim czasie musiał zrezygnować z powodu malarii. Przez kolejne 7 lat uczył w seminarium w Vĩnh Trị. Po wyleczeniu powrócił do pracy duszpasterskiej w parafii Trình Xuyên na 3 lata. Następnie został pomocnikiem Józefa Nguyễn Đình Nghi w Kẻ Báng. Został ścięty razem z nim, księdzem Marcinem Tạ Đức Thịnh oraz dwoma innymi katolikami: Marcinem Thọ i Janem Chrzcicielem Cỏn 8 listopada 1840 r.
Dzień wspomnienia: 24 listopada w grupie 117 męczenników wietnamskich.
Beatyfikowany 27 maja 1900 r. przez Leona XIII. Kanonizowany przez Jana Pawła II 19 czerwca 1988 r. w grupie 117 męczenników wietnamskich.